# Madeleine Ouellette-Michalska
Madeleine Ouellette-Michalska (* 27. Mai 1930 in Saint-Alexandre-de-Kamouraska) ist eine kanadische Autorin und Dichterin.
Sie studierte an der Universität Montreal, Universität Québec und Universität Sherbrooke (Doktorat). Sie arbeitete als Artikelschreiberin für Perspectives oder Le Devoir.

## Werke
- 1979 : La Femme de sable
- 1981 : Entre le souffle et l’aine
- 1981 : L’Échappée de discours de l’œil
- 1984 : La Maison Trestler (Roman)
- 1985 : La Tentation de dire (journal)
- 1987 : L’Amour de la carte postale — Le Plat de lentilles — La Danse de l’amante
- 1989 : La Fête du désir
- 1992 : Léo-Paul Tremblé
- 1993 : L’Été de l’île de Grâce
- 1997 : La Passagère
- 1999 : Les Sept Nuits de Laura
- 2000 : L’Amérique un peu
- 2002 : Le Cycle des migrations
- 2006 : L’Apprentissage
- 2007 : Autofiction et dévoilement de soi (Essay)

## Ehrungen/Preis
- 1981 – Prix du Gouverneur général : études et essais de langue française für L’Échappée de discours de l’œil
- 1984 – Finaliste du Prix du Gouverneur général
- 1984 – Prix Molson du roman, La Maison Tresler ou le 8ème jour d'Amérique
- 1985 – Membre de l'Académie des lettres du Québec
- 1993 – Prix Jean-Hamelin, L'Été de l'île de Grâce
- 1993 – Prix Arthur-Buies
- 1998 – Médaille d'or de la Renaissance française
- 2002 – Grand Prix littéraire de la Montérégie